# 浅間哲平
浅間 哲平（あさま てっぺい）は、日本の文学者（フランス文学・フランス文化）。博士（テクストとイメージの歴史・記号学）（パリ第七大学・2013年）。2022年現在、明治大学商学部専任講師。
静岡県立大学国際関係学部講師・大学院国際関係学研究科講師、東京大学大学院特別研究員などを歴任。

## 来歴

### 生い立ち
東京大学に進学、文学部言語文化学科にて学んだ。2001年（平成13年）3月、東京大学を卒業。さらに東京大学大学院に進学し、人文社会系研究科にて学んだ。2004年（平成16年）3月、東京大学大学院修士課程を修了した。その後、スイス連邦ジュネーヴ大学文学部にて学んだ。また、2007年（平成19年）4月に日本学術振興会特別研究員に選任された。同年9月、ジュネーヴ大学専門研究課程修了。また、2010年（平成22年）9月、東京大学大学院博士課程満期退学。

### 文学者として
2011年（平成23年）1月、母校・東京大学大学院特別研究員となった。また、同年4月より、日本学術振興会特別研究員に選任された。さらに、フランス共和国パリ第七大学大学院文学人文学研究科にて学んだ。2013年（平成25年）5月、パリ第七大学大学院博士課程修了に伴い、博士（テクストとイメージの歴史・記号学）の学位を取得。
その後、静岡県立大学国際関係学部講師に就任、主として国際言語文化学科の講義を担当。また、静岡県立大学の大学院国際関係学研究科講師を兼務、主として比較文化専攻の講義を担当した。

## 研究
専門は文学。特に、フランス文学・フランス文化の研究に従事した。具体的には、小説家のマルセル・プルーストに関する研究に取り組んだ。また、19世紀のフランス文学においての蒐集家と、その表象についての研究に取り組んだ。さらに、ロマンティック・バレエについての研究や、芸術におけるアマチュアリズムに関する研究も行った。
また、研究成果を論文発表した。田村毅・塩川徹也・西本晃二・鈴木雅生が編纂した『フランス文化事典』では、フットボール、ロマンティック・バレエ、バレエ・リュス、蒐集家の家などについて分担執筆した。さらに、大木勲とともに、母校・ジュネーヴ大学名誉教授ロラン・ジェニーの論文の翻訳を手掛けた。
日本フランス語フランス文学会・日本プルースト研究会、などに所属。

## 略歴
- 2001年 - 東京大学文学部卒業[2]。
- 2004年 - 東京大学大学院人文社会系研究科修士課程修了[2]。
- 2007年 - 日本学術振興会特別研究員[3]。
- 2007年 - ジュネーヴ大学文学部専門研究課程修了[2]。
- 2010年 - 東京大学大学院人文社会系研究科博士課程満期退学[2]。
- 2011年 - 東京大学大学院特別研究員[3]。
- 2011年 - 日本学術振興会特別研究員[3]。
- 2013年 - パリ第七大学大学院文学人文学研究科博士課程修了[2]。

## 著作

### 寄稿、分担執筆、等
- 田村毅ほか編『フランス文化事典』丸善、2012年。ISBN 9784621085226

### 主要な論文
- 浅間哲平稿「マルセル・プルーストにおける精神的な人相学――アルベルチーヌとアルジャンクールの肖像」『仏語仏文学研究』30号、東京大学仏語仏文学研究会、2005年、73-95頁。ISSN 09190473
- 浅間哲平稿「マルセル・プルーストにおける『小説』の誕生――《失われた時を求めて》における『変態』」『仏語仏文学研究』32号、東京大学仏語仏文学研究会、2006年、139-150頁。ISSN 09190473
- 浅間哲平稿「マルセル・プルーストにおける愛好家について」『仏語仏文学研究』36号、東京大学仏語仏文学研究会、2008年、119-130頁。ISSN 09190473
- 浅間哲平稿「プルーストとロベール・ド・モンテスキウ」『日本フランス語フランス文学会関東支部論集』18巻、日本フランス語フランス文学会関東支部、2009年、111-123頁。ISSN 09194770
- 浅間哲平稿「プルーストの描くモネ愛好家――蒐集と巡礼」『仏語仏文学研究』38号、東京大学仏語仏文学研究会、2009年、43-57頁。ISSN 09190473
- 浅間哲平稿「プルーストとスノビスム――ヴィルパリジ公爵夫人の回想録についての考察」『仏語仏文学研究』40号、東京大学仏語仏文学研究会、2010年、59-73頁。ISSN 09190473
- 浅間哲平稿「プルーストにおける読書の問題――想起と忘却をめぐって」『仏語仏文学研究』49号、東京大学仏語仏文学研究会、2016年、377-392頁。ISSN 09190473
- 浅間哲平稿「ラスキンを書き直すプルースト――慈愛のイメージをめぐって」『国際関係・比較文化研究』15巻1号、静岡県立大学国際関係学部、2016年9月、1-33頁。ISSN 13481231

### 翻訳
- ローラン・ジェニー稿、浅間哲平・大木勲訳「写真がもたらす三つの時間」『駒澤大学外国語論集』20号、駒澤大学総合教育研究部外国語第1・第2部門、2016年3月、79-114頁。ISSN 18813461

### 註釈
1. ↑  東京大学は、のちに国から国立大学法人東京大学に移管された。
2. ↑  パリ第七大学は、のちにパリ大学の源流の一つとなった。

## 関連人物
- 塩川徹也
- 田村毅
- 西本晃二
- マルセル・プルースト